# Frères de sang (téléfilm)
Pour les articles homonymes, voir Frère de sang (homonymie).
Pour plus de détails, voir Fiche technique et Distribution.
Frères de sang est un téléfilm français réalisé par Stéphane Kappes, diffusé en 2009. Il est l'adaptation du roman éponyme, écrit par Mikaël Ollivier, qui a reçu plusieurs prix lors de sa parution en 2004.

## Synopsis
Sur la foi d'une lettre, la vie d'un jeune homme bascule : il est accusé de crimes en série. Son arrestation jette le trouble au sein de sa famille.

## Fiche technique
- Scénario : Mikaël Ollivier
- Musique : Xavier Berthelot
- Directeur de la photographie : Willy Stassen
- Montage : Bénédicte Gellé
- Création des costumes : Helena Gonçalves
- Sociétés de production :  Adrénaline et BE-FILMS
- Genre :  Film dramatique
- Durée : 90 minutes
- Pays :  France
- Tournages : du lundi 19 mai au lundi 16 juin 2008 à Paris et sa banlieue.

## Distribution
- Marc Andréoni : André Lacombe
- Yvon Back : Bruno Lemeunier
- Clément Chebli : Martin Lemeunier
- Sylvain Dieuaide : Brice Lemeunier / Loïc
- Nicolas Grandhomme : Marc Dubois
- Nicolas Jouhet : Georges Mariani
- Olivier Loustau : Commissaire Despart
- Sophie Mounicot : Morvan
- Isabelle Renauld : Isabelle Lemeunier
- Mar Sodupe : Nicole Lascan'